# Ботунец
 Тази статия е за историческото село и квартал на София, България.  За стария жилищен комплекс вижте Ботунец 1.  За новия жилищен комплекс вижте Ботунец 2.
"Ботунец" е квартал на София, в район Кремиковци. Състои се от два жилищни комплекса - ж.к. "Ботунец 1" и ж.к. "Ботунец 2", плюс къщи от бившето едноименно село.  "Ботунец 1" е застроен през 60-те години на XX век в непосредствена близост до металургичния комбинат „Кремиковци“ за жилищните нужди на тогава работещите в Кремиковци. "Ботунец 2" е построен през 80-те години на XX век с жилищни блокове, които е трябвало да бъдат издигнати в ж.к. "Металург" (днешен кв. "Левски Г"). Днес в Ботунец живеят 6818 души (по настоящ адрес към 15 септември 2022 г. според данни на ГРАО), а  промишленият комплекс не съществува.

## Местоположение, история и традиции
Квартал "Ботунец" се намира на 16 км североизточно от центъра на София. На север от "Ботунец", малко на североизток, е квартал "Кремиковци" (9,6 км), а малко на северозапад – град Бухово (9,5 км). На югоизток се намира с. Горни Богров, на юг – с. Долни Богров, а на запад – кв. "Челопечене".
Главната улица на квартала носи името на Васил Левски.

### Село Ботунец
Бившето село Ботунец е преобразувано в едноименния квартал с Указ 120 на Държавния съвет на НРБ от 23 януари 1978 г. при създаването на район „Кремиковци“ в Столичната община. Името е произлязло от местността Ботунчица.

### Религиозни храмове в Ботунец
Православната църква „Света Троица“ се намира в центъра на "Ботунец". Иконостасът на храма е дело на дебърски майстори от рода Филипови.
Югозападно от квартала има мюсюлмалнски ритуален дом, който се намира непосредствено до мюсюлманските гробища.
В "Ботунец" има и евангелска петдесятна църква на име "Промяна", намираща се в "Ботунец 2", на ул. "Мусала" 12. Църквата не разполага с храм, но има място за срещи на протестантите в квартала.

### Транспорт
"Ботунец 1" и "Ботунец 2" се обслужват от автобусните линии 117, 118, 119, чиято начална спирка е на Автостанция "Изток". 
117: гр. Бухово, кв. "Сеславци", кв. "Кремиковци", кв. "Ботунец 2", Автостанция „Изток“.
118: с. Желява, с. Яна, с. Горни Богров, кв. "Ботунец", Автостанция „Изток“.
119: кв. "Ботунец", кв. "Челопечене", Автостанция „Изток“.